# Basim
Anis Basim Moujahid, mer känd som Basim, född 4 juli 1992, är en dansk-marockansk sångare som blev mest känd när han deltog i X Factor Danmark 2008.
Han vann även Dansk Melodi Grand Prix 2014 och han fick därmed representera Danmark i Eurovision Song Contest 2014 i Köpenhamn med låten "Cliché Love Song" som hamnade på en nionde plats i finalen den 10 maj.

## Diskografi

### Singlar
- 2011 - Ta' mig tilbage
- 2011 - Ta' mig tilbage (Remixes)
- 2014 - Cliche Love Song - Acoustic
- 2014 - Cliché Love Song
- 2014 - Picture In A Frame